# 塞卢斯禁猎区
塞卢斯禁猎区是世界上最大的一个动物保护区之一，位于坦桑尼亚南部。本保护区的名称来源于著名的猎人和早期自然资源保护论者弗雷德里克·塞卢斯，他由于在一战期间与德国人对抗，于1917年在位于本区的贝奥贝奥去世。苏格兰探险家、制图家基斯·约翰斯顿在1879年也死于该地，死因是与约瑟夫·汤姆逊共同领导RSGS探险队进行非洲大湖区探险。1982年联合国教科文组织将本区列入世界遗产名录。

## 地理
塞卢斯禁猎区面积54,600 km²，周边有缓冲区。保护区内没有永久性建筑物和人类定居点。人类出入保护区受到坦桑尼亚自然资源和旅游部野生动物保护司的严格控制。塞卢斯禁猎区内有许多热带稀树大草原的典型的动物，例如大象、河马、非洲野犬、好望角水牛和鳄鱼。
保护区内的主要地理区有流入印度洋的鲁菲吉河，该河在河口有马菲亚岛和达100米深、100米宽的施蒂格勒峡谷。地表主要是牧草地、金合欢稀树大草原、沼泽、林地等。尽管本区动物总量较大，但坦桑尼亚北部旅游路线区动物数量和密度明显低于其他地区。

## 历史
塞卢斯禁猎区的前身是1896年由德国人建立的保护区，1905年成为禁猎区。

## 世界遗产
塞卢斯禁猎区于1982年列入世界遗产名录，登录面积5,000,000 ha。该世界遗产被认为满足世界遺產登錄基準中的以下基準而予以登錄：
- （ix）在陆上、淡水、沿海及海洋生态系统及动植物群的演化与发展上，代表持续进行中的生态学及生物学过程的显著例子。
- （x）拥有最重要及显著的多元性生物自然生态栖息地，包含从保育或科学的角度来看，符合普世价值的濒临绝种动物种。